# Mem Pires de Longos
Mem Pires de Longos (1120 - ?) foi um nobre medieval do Condado Portucalense, foi o tronco da família Briteiros e senhor da freguesia de Santa Cristina de Longos, localidade do extremo noroeste do concelho de Guimarães, nos limites com o concelho de Braga.

## Relações familiares
Foi filho de Pero de Longos (1090-?). Casou com Marinha Gomes Guedeão (1120 -?), filha de Gomes Mendes Guedeão (1070 - ?) e de Mór Gomes (1080 -?), filha de Paio Peres Romeu e de Godo Soares da Maia (? - 1133), de quem teve:
1. Gomes Mendes de Briteiros (1160 -?) casou com D. Urraca Gomes da Silva,
2. Sancha Mendes de Briteiros casou com Egas Gomes Pais de Penegate,[3][4]
3. Soeiro Mendes de Briteiros,
4. Martim Mendes de Briteiros.